# 高仁光
淮南王高仁光（?—?），渤海郡蓨縣（今河北景縣）人，北齊武成帝高湛第七子。原高洋妃嫔卢嫔为高仁光养母。

## 生平
高仁光性躁且暴，位清都尹。天統二年五月廿三日（566年6月26日），北齐后主高纬立太上皇帝高湛的儿子高弘（高廓）为齐安王，高仁固（高贞）为北平王，高仁英为高平王，高仁光为淮南王。北齐灭亡，高仁光与后主死于长安。。